# Натан Аке
Натан Аке (нід. Nathan Aké; нар. 18 лютого 1995 року, Гаага, Нідерланди) — нідерландський футболіст івуарійського походження, центральний захисник англійського клубу «Манчестера Сіті» та збірної Нідерландів.

## Клубна кар'єра
Натан виступав за «Феєнорд» з 12 років, до цього він грав у юнацькій команді з рідного міста Гаага «АДО Ден Гаг». У «Феєнорді» він пробув до 15-ти років, поки їм не зацікавилися англійські клуби «Челсі» і «Манчестер Сіті». Зрештою, Натан вирішив приєднатися до «Челсі» у грудні 2010 року за суму 230 тис. фунтів стерлінгів і після закінчення сезону він перейшов в академію «Челсі». Це викликало реакцію з боку спортивного директора «Феєнорда» Лео Бенгаккера, який назвав англійські клуби «великою білою акулою футболу».
|                                       | Клуби Прем'єр-ліги псують ринок своєю поведінкою. Інші клуби в Європі не будуть діяти таким чином, але англійські клуби це просто не хвилює. |
| — Лео Бенгаккер, 22 грудня 2010 року. | |

Крім того, цей випадок був досліджений Королівським футбольним союзом Нідерландів, тому що Натан вів переговори з агентом Даном Грене, що відповідно до законодавства Нідерландів суперечить закону, оскільки гравець, який не досяг 16-річного віку, не може вести переговори з агентами.
Натан Аке дебютував у Прем'єр-лізі 26 грудня 2012 року у грі проти «Норвіч Сіті» на Керроу Роуд. Він вийшов на поле в самому кінці матчу, замінивши Хуана Мату, автора єдиного гола в цій грі, забитого на 38-й хвилині.
У березні 2015 року Натан був відданий в оренду до кінця сезону в клуб Чемпіоншипу «Редінг», а 14 серпня 2015 року Аке підписав новий 5-річний контракт з «Челсі» і перейшов в клуб «Вотфорд», який виступав у Прем'єр-лізі, на правах оренди строком на один сезон. 25 серпня дебютував за «Вотфорд», вийшовши в основному складі на матч 2-го кваліфікаційного раунду Кубка Футбольної ліги проти «Престон Норт-Енд» (0:1). 19 вересня дебютував у Прем'єр-лізі за «шершнів», вийшовши на заміну в матчі 6-го туру проти «Ньюкасл Юнайтед» (2:1) і провів на полі 11 хвилин. 20 грудня забив перший гол за «Вотфорд» на 3-й хвилині в матчі 17-го туру Прем'єр-ліги проти «Ліверпуля» (3:0).
Влітку 2016 року був відданий в оренду в «Борнмут», де грав до січня наступного року, після чого повернувся до заявки «Челсі»
10 грудня 2023 року в матчі англійської Прем'єр-ліги проти «Лутон Таун» провів свою 100-у гру за «Манчестер Сіті» у всіх турнірах, ставши 22-м гравцем, що досяг цієї позначки під керівництвом Пепа Гвардіоли.

## Міжнародна кар'єра
Натан Аке виступав за юнацькі збірні Нідерландів різних віків. У 2011 році він разом з командою став переможцем чемпіонату Європи для гравців до 17 років. У фіналі голландці перемогли німців з рахунком 5:2. У 2012 році збірна Нідерландів повторила свій успіх на цьому турнірі, у фіналі їм знову протистояла збірна Німеччини.
З 2013 року залучався до матчів молодіжної збірної Нідерландів.
Аке також має право виступати за збірну Кот-д'Івуару через його батька, що є вихідцем з цієї африканської країни.

## Статистика виступів

### Статистика клубних виступів
Станом на 10 червня 2023 року
| Сезон                      | Команда                    | Чемпіонат                  | Чемпіонат | Чемпіонат | Національний кубок | Національний кубок | Національний кубок | Континентальні кубки | Континентальні кубки | Континентальні кубки | Інші змагання | Інші змагання | Інші змагання | Усього | Усього |
| Сезон                      | Команда                    | Ліга                       | Ігор      | Голів     | Ліга               | Ігор               | Голів              | Ліга                 | Ігор                 | Голів                | Ліга          | Ігор          | Голів         | Ігор   | Голів  |
| -------------------------- | -------------------------- | -------------------------- | --------- | --------- | ------------------ | ------------------ | ------------------ | -------------------- | -------------------- | -------------------- | ------------- | ------------- | ------------- | ------ | ------ |
| 2012–13                    | «Челсі»                    | ПЛ                         | 3         | 0         | КА+КЛ              | 1+0                | 0                  | ЛЧ                   | 2                    | 0                    | -             | -             | -             | 6      | 0      |
| 2013–14                    | «Челсі»                    | ПЛ                         | 1         | 0         | КА+КЛ              | 0                  | 0                  | ЛЧ                   | 0                    | 0                    | -             | -             | -             | 1      | 0      |
| 2014–15                    | «Челсі»                    | ПЛ                         | 1         | 0         | КА+КЛ              | 1+2                | 0                  | ЛЧ                   | 1                    | 0                    | -             | -             | -             | 5      | 0      |
| 2015–16                    | «Челсі»                    | ПЛ                         | 2         | 0         | КА+КЛ              | 3+0                | 0                  | -                    | -                    | -                    | -             | -             | -             | 5      | 0      |
| Усього за «Челсі»          | Усього за «Челсі»          | Усього за «Челсі»          | 7         | 0         |                    | 7                  | 0                  |                      | 3                    | 0                    |               | -             | -             | 17     | 0      |
| 2014–15                    | «Редінг»                   | ЧШ                         | 5         | 0         | КА+КЛ              | 0                  | 0                  | -                    | -                    | -                    | -             | -             | -             | 5      | 0      |
| 2015–16                    | «Вотфорд»                  | ПЛ                         | 24        | 1         | КА+КЛ              | 3+1                | 0                  | -                    | -                    | -                    | -             | -             | -             | 28     | 1      |
| 2016–17                    | «Борнмут»                  | ПЛ                         | 10        | 3         | КА+КЛ              | 0+2                | 0                  | -                    | -                    | -                    | -             | -             | -             | 12     | 3      |
| 2017–18                    | «Борнмут»                  | ПЛ                         | 38        | 2         | КА+КЛ              | 1+1                | 0                  | -                    | -                    | -                    | -             | -             | -             | 40     | 2      |
| 2018–19                    | «Борнмут»                  | ПЛ                         | 38        | 4         | КА+КЛ              | 0+1                | 0                  | -                    | -                    | -                    | -             | -             | -             | 39     | 4      |
| 2019–20                    | «Борнмут»                  | ПЛ                         | 29        | 2         | КА+КЛ              | 1+0                | 0                  | -                    | -                    | -                    | -             | -             | -             | 30     | 2      |
| Усього за «Борнмут»        | Усього за «Борнмут»        | Усього за «Борнмут»        | 115       | 11        |                    | 6                  | 0                  |                      | -                    | -                    |               | -             | -             | 121    | 11     |
| 2020–21                    | «Манчестер Сіті»           | ПЛ                         | 10        | 1         | КА+КЛ              | 0+1                | 0                  | ЛЧ                   | 2                    | 0                    | -             | -             | -             | 13     | 1      |
| 2021–22                    | «Манчестер Сіті»           | ПЛ                         | 14        | 2         | КА+КЛ              | 5+1                | 0                  | ЛЧ                   | 6                    | 1                    | СА            | 1             | 0             | 27     | 3      |
| 2022–23                    | «Манчестер Сіті»           | ПЛ                         | 26        | 1         | КА+КЛ              | 3+3                | 1+1                | ЛЧ                   | 8                    | 0                    | СА            | 1             | 0             | 41     | 3      |
| Усього за «Манчестер Сіті» | Усього за «Манчестер Сіті» | Усього за «Манчестер Сіті» | 50        | 4         |                    | 13                 | 2                  |                      | 16                   | 1                    |               | 2             | 0             | 81     | 7      |
| Усього за кар'єру          | Усього за кар'єру          | Усього за кар'єру          | 201       | 16        |                    | 30                 | 2                  |                      | 19                   | 1                    |               | 2             | 0             | 252    | 19     |

### Статистика виступів за збірну
Станом на 27 березня 2023 року
| Дата       | Місто     | Господарі            | Результат               | Гості      | Турнір                                    | Голи | Примітки |
| ---------- | --------- | -------------------- | ----------------------- | ---------- | ----------------------------------------- | ---- | -------- |
| 31-5-2017  | Марракеш  | Марокко              | 1 – 2                   | Нідерланди | товариський матч                          | -    |          |
| 9-6-2017   | Роттердам | Нідерланди           | 5 – 0                   | Люксембург | Відбір до ЧС 2018                         | -    | 82'      |
| 10-10-2017 | Амстердам | Нідерланди           | 2 – 0                   | Швеція     | Відбір до ЧС 2018                         | -    |          |
| 9-11-2017  | Абердин   | Шотландія            | 0 – 1                   | Нідерланди | товариський матч                          | -    |          |
| 14-11-2017 | Бухарест  | Румунія              | 0 – 3                   | Нідерланди | товариський матч                          | -    |          |
| 26-3-2018  | Женева    | Португалія           | 0 – 3                   | Нідерланди | товариський матч                          | -    |          |
| 4-6-2018   | Турин     | Італія               | 1 – 1                   | Нідерланди | товариський матч                          | 1    | 70'      |
| 13-10-2018 | Амстердам | Нідерланди           | 3 – 0                   | Німеччина  | Ліга націй УЄФА 2018—2019 - груповий етап | -    | 77'      |
| 16-10-2018 | Брюссель  | Бельгія              | 1 – 1                   | Нідерланди | товариський матч                          | -    |          |
| 16-11-2018 | Роттердам | Нідерланди           | 2 – 0                   | Франція    | Ліга націй УЄФА 2018—2019 - груповий етап | -    | 90+1'    |
| 6-9-2019   | Гамбург   | Німеччина            | 2 – 4                   | Нідерланди | Відбір до ЧЄ 2020                         | -    | 81'      |
| 16-11-2019 | Белфаст   | Північна Ірландія    | 0 – 0                   | Нідерланди | Відбір до ЧЄ 2020                         | -    | 90'      |
| 19-11-2019 | Амстердам | Нідерланди           | 5 – 0                   | Естонія    | Відбір до ЧЄ 2020                         | 1    |          |
| 4-9-2020   | Амстердам | Нідерланди           | 1 – 0                   | Польща     | Ліга націй УЄФА 2020—2021 - груповий етап | -    |          |
| 7-9-2020   | Амстердам | Нідерланди           | 0 – 1                   | Італія     | Ліга націй УЄФА 2020—2021 - груповий етап | -    | 81'      |
| 7-10-2020  | Амстердам | Нідерланди           | 0 – 1                   | Мексика    | товариський матч                          | -    | 46'      |
| 11-10-2020 | Зениця    | Боснія і Герцеговина | 0 – 0                   | Нідерланди | Ліга націй УЄФА 2020—2021 - груповий етап | -    | 86'      |
| 14-10-2020 | Бергамо   | Італія               | 1 – 1                   | Нідерланди | Ліга націй УЄФА 2020—2021 - груповий етап | -    |          |
| 11-11-2020 | Амстердам | Нідерланди           | 1 – 1                   | Іспанія    | товариський матч                          | -    | 6'       |
| 6-6-2021   | Енсхеде   | Нідерланди           | 3 – 0                   | Грузія     | товариський матч                          | -    | 46'      |
| 13-6-2021  | Амстердам | Нідерланди           | 3 – 2                   | Україна    | ЧЄ 2020 - груповий етап                   | -    | 64'      |
| 17-6-2021  | Амстердам | Нідерланди           | 2 – 0                   | Австрія    | ЧЄ 2020 - груповий етап                   | -    | 64'      |
| 16-11-2021 | Роттердам | Нідерланди           | 2 – 0                   | Норвегія   | Відбір до ЧС 2022                         | -    | 89'      |
| 26-3-2022  | Амстердам | Нідерланди           | 4 – 2                   | Данія      | товариський матч                          | 1    | 76'      |
| 29-3-2022  | Амстердам | Нідерланди           | 1 – 1                   | Німеччина  | товариський матч                          | -    | 74'      |
| 3-6-2022   | Брюссель  | Бельгія              | 1 – 4                   | Нідерланди | Ліга націй УЄФА 2022—2023 - груповий етап | -    | 74'      |
| 11-6-2022  | Роттердам | Нідерланди           | 2 – 2                   | Польща     | Ліга націй УЄФА 2022—2023 - груповий етап | -    |          |
| 22-9-2022  | Варшава   | Польща               | 0 – 2                   | Нідерланди | Ліга націй УЄФА 2022—2023 - груповий етап | -    | 32'      |
| 25-9-2022  | Амстердам | Нідерланди           | 1 – 0                   | Бельгія    | Ліга націй УЄФА 2022—2023 - груповий етап | -    | 46'      |
| 21-11-2022 | Доха      | Сенегал              | 0 – 2                   | Нідерланди | ЧС 2022 - груповий етап                   | -    |          |
| 25-11-2022 | Ер-Раян   | Нідерланди           | 1 – 1                   | Еквадор    | ЧС 2022 - груповий етап                   | -    |          |
| 29-11-2022 | Ель-Хаур  | Нідерланди           | 2 – 0                   | Катар      | ЧС 2022 - груповий етап                   | -    | 52'      |
| 3-12-2022  | Ер-Раян   | Нідерланди           | 3 – 1                   | США        | ЧС 2022 - 1/8 фіналу                      | -    | 90+3'    |
| 9-12-2022  | Лусаїл    | Нідерланди           | 2 – 2 д.ч. (3 – 4 п.п.) | Аргентина  | ЧС 2022 - чвертьфінал                     | -    |          |
| 24-3-2023  | Сен-Дені  | Франція              | 4 – 0                   | Нідерланди | Відбір до ЧЄ 2024                         | -    |          |
| 27-3-2023  | Роттердам | Нідерланди           | 3 – 0                   | Гібралтар  | Відбір до ЧЄ 2024                         | 2    |          |
| Усього     |           | Матчів               | 36                      |            | Голів                                     | 5    |          |

## Досягнення

### Командні
«Челсі»
- Чемпіон Англії: 2014-15, 2016-17
- Чемпіон молодіжної Прем'єр-ліги[en] : 2013/14
- Переможець Ліги Європи УЄФА: 2013
- Володар Кубка Футбольної ліги: 2014-15

 «Манчестер Сіті»
- Володар Кубка Ліги: 2020-21
- Чемпіон Англії: 2020-21, 2021-22, 2022-23, 2023-24
- Володар Кубка Англії: 2022-23
- Переможець Ліги чемпіонів УЄФА: 2022-23
- Володар Суперкубка УЄФА: 2023
- Переможець Клубного чемпіонату світу: 2023
- Володар Суперкубка Англії: 2024

 Збірна Нідерландів
- Чемпіон Європи серед юнаків до 17 років (2): 2011, 2012

### Особисті
- Найкращий молодий гравець «Челсі»: 2013